# Јожеф Моравец
Јожеф Моравец (мађ. József Moravetz; 14. јануар 1911 — 16. фебруар 1990) био је румунски фудбалер који је играо на позицији везног играча.

## Биографија
Моравец је рођен у Аустроугарској, садашњој Румунији. Играо је у Првој лиги Румуније за РГМТ Темишвар, а играо је и на Светском првенству у Италији 1934. Румунија је елиминисана у првом колу након што су изгубили од Чехословачке резултатом 2 : 1.

## Трофеји
Рипенсија Темишвар
- Прва лига Румуније (1): 1935–36
- Куп Румуније (1): 1935–36